# ライドオンエクスプレスホールディングス
株式会社ライドオンエクスプレスホールディングス（英: RIDE ON EXPRESS HOLDINGS Co.,Ltd.
）は、東京都港区に本社を置く持株会社で、グループとして宅配専門のチェーン店を展開している。
宅配寿司の市場では2020年時点で56%のシェアを占める業界最大手である。

## 沿革
高校卒業後に米国留学を経てロサンゼルスの寿司バーなどで寿司職人として働いた経験を持つ江見朗が創業した会社が当社の源である。
- 1992年（平成4年）4月 - 岐阜市にて創業。サンドイッチの宅配業務を始める
- 1995年（平成7年）7月 - 「株式会社サブマリン」設立
- 1998年（平成10年）
  - 2月 - 宅配寿司「寿司衛門」第1号店を岐阜市にてオープン[4]
  - 10月 - 本社を名古屋市に移転
- 2000年（平成12年）3月 - 宅配寿司「寿司衛門」から宅配寿司「銀のさら」に名称変更[4]
- 2001年（平成13年）
  - 7月 - 株式会社サブマリンなどが出資し、「株式会社レストラン・エクスプレス」（現法人）設立
  - 8月 - 「株式会社レストラン・エクスプレス」としての1号店宅配寿司「銀のさら」オープン
  - 10月 - FC銀のさら加盟募集開始
- 2002年（平成14年）
  - 3月 - 株式会社サブマリンを100%子会社化。
  - 4月 - 本社を東京都台東区に移転
  - 7月 - 宅配寿司「銀のさら」100店舗
  - 10月 - 100%子会社の「サブマリン」を吸収合併
  - 11月 - 宅配寿司「銀のさら」200店舗
- 2004年（平成16年）
  - 1月 - 銀のさら「1800万人達成記念感謝DM」が、日本郵政公社実施の「第18回全日本DM大賞佳作」入賞
  - 6月 - 新ブランド宅配釜飯「釜寅」の第1号店オープン
- 2005年（平成17年）
  - 6月 - 「銀のさら」メニューの大幅改定とサイドメニュー販売の開始
  - 10月 - FC宅配寿司「銀のさら」宅配釜飯「釜寅」の複合店舗の加盟募集開始
- 2006年（平成18年）
  - 1月 - 宅配釜飯「釜寅」50店舗
  - 2月 - リトルアーティストの販売を開始
  - 6月 - 業態名を宅配釜飯「釜寅」から宅配御膳「釜寅」に変更
  - 12月 - 本社を東京都港区に移転
- 2008年（平成20年）
  - 7月 - ファインダイン株式会社の発行済株式を100%取得
  - 9月 - 釜寅100店舗
  - 11月 - 銀のさら地方限定CM（Experiment篇）が釜山国際広告祭にてブロンズ賞を受賞
- 2009年（平成21年）3月 - 宅配寿司「銀のさら」300店舗
- 2010年（平成22年）
  - 4月 - 100%子会社の「ファインダイン」を吸収合併。銀のさら全国CMを（一部地域を除く）放映開始（出会い篇）
  - 10月 - 銀のさらCM（出会い篇）が2010 50th ACC CM FESTIVALにてテレビCM部門ブロンズ賞を受賞
- 2011年（平成23年）3月 - 新業態「カレーキャリー（欧風カレー専門店）」と「あげ膳（宅配とんかつ）」1号店を運営開始
- 2012年（平成24年）
  - 2月 - 高齢者向け・総菜の宅配「銀のお弁当」1号店を「銀のさら」に付設し複合店舗として運営を開始
  - 4月 - 宅配寿司「銀のさら」350店舗
- 2013年（平成25年）
  - 4月 - 株式会社レストラン・エクスプレスから株式会社ライドオン・エクスプレスに社名変更
  - 12月 - 東京証券取引所マザーズに上場。
- 2014年（平成26年）4月 - 宅配寿司「ろくめいかん」（2015年9月に「すし上等!」へ統合）1号店を「銀のさら」に付設し複合店舗として運営を開始
- 2015年（平成27年）
  - 4月 - 宅配寿司「すし上等!」1号店を「銀のさら」に付設し複合店舗として運営を開始
  - 11月 - 東京証券取引所第一部に市場変更。
- 2016年（平成28年）3月 - 宅配寿司「すし上等!」150店舗達成。総店舗数700店舗達成
- 2017年（平成29年）10月 - フランチャイズ本部機能・首都圏以外の直営店舗事業を株式会社ライドオンエクスプレスへ、首都圏の直営店舗事業・宅配代行事業を株式会社ライドオンデマンドへ、それぞれ新設分割し持株会社化。株式会社ライドオン・エクスプレスから株式会社ライドオンエクスプレスホールディングスに社名変更
- 2018年（平成30年）1月 - ライドオン・エースタート2号投資事業有限責任組合を設立
- 2019年（令和元年）7月 - 和食レストラン「銀のさら」を岐阜県岐阜市に出店
- 2020年（令和2年）3月 - 宅配寿司「銀のさら」20周年
- 2021年（令和3年）4月 - 宅配サービス「DEKITATE」1号店を東京都港区に出店
- 2022年（令和4年）9月 - タイ・バンコクに初の海外出店
- 2023年（令和5年）10月 - 東京証券取引所スタンダード市場へ市場変更

コロナ禍の突入後のフードデリバリー市場の急成長に乗じ、2021年3月期の売上高は急伸、営業益、純利益とも過去最高を更新した。今後の新戦略として。「ギグエコノミー型の注文受付・配送の活用」「テイクアウトの本格化」「ブランドの複合化」を挙げている。社長の江見は「これまで衣食住の食の分野だけ1強企業が存在していない。当社は食の分野のユニクロを目指したい」と野心を口にする。

## 運営店舗
2017年3月現在
- 宅配寿司「銀のさら」 - 362店舗
- 宅配御膳「釜寅」 - 185店舗
- 宅配寿司「すし上等!」 - 153店舗
- 宅配代行「ファインダイン」 - 20店舗
- 宅配専門店「カレーキャリー」 - 1店舗
- 宅配とんかつ「あげ膳」 - 1店舗
- お食事宅配「銀のお弁当」 - 1店舗

複数の業態を併設している場合（「銀のさら」と「釜寅」の店舗が同居しているなど）もあり、実際の店舗設置数は単純に合計とはならない。大半の店舗は賃借料の安い路地裏に位置していて、ブランドと商品は知られているが誰も店舗を見たことがないという意味で社長の江見は「（銀のさらは）"ツチノコ"ブランドである」と評している。今後は表道路沿いへの移設も進めるとしている。

## その他事業
- リトルアーティスト

## メディア
- TBSテレビ『ひるおび』2010年（平成22年）5月21日放送分にて、同社の特集が取り上げられた。
- TBSテレビ『ミ社ラン2011春ニッポンのできる会社図鑑』2011年（平成23年）3月6日放送分にて、同社の特集が取り上げられた。
- テレビ東京『ガイアの夜明け』2011年（平成23年）2月15日放送分にて、同社の特集が取り上げられた。
- テレビ東京『カンブリア宮殿』2011年（平成23年）7月28日放送分「怒りを排除して、ビジネスを科学せよ!」にて、同社の特集が取り上げられた[5]。
- TBSテレビ『がっちりマンデー!!』2011年（平成23年）8月28日放送分にて、同社の特集が取り上げられた。
- テレビ朝日『お願い!ランキング』2011年（平成23年）10月12日放送分にて、同社の特集が取り上げられた。
- フジテレビ『カスペ!いまドコ?物流大作戦〜運ぶ裏側すべて見せます〜』2013年（平成25年）3月19日放送分にて、同社の特集が取り上げられた。
- フジテレビ『スーパーニュース』2013年（平成25年）5月21日放送分にて、同社の特集が取り上げられた。
- テレビ朝日『スーパーJチャンネル』2013年（平成25年）7月4日放送分にて、同社の特集が取り上げられた。
- ギャガ『そして父になる』（福山雅治主演）2013年（平成25年）9月28日公開にて、同社ブランド銀のさらが劇中に登場した。
- テレビ東京『ワールドビジネスサテライト』2013年（平成25年）12月3日放送分にて、同社上場の模様が取り上げられた。
- TBSテレビ『Nスタ』2013年（平成25年）12月11日放送分にて、同社の特集が取り上げられた。
- フジテレビ『おじゃマップ』2014年（平成26年）11月12日放送分にて、同社ブランド銀のさらが特集で取り上げられた。
- 日本テレビ『ヒルナンデス』2014年（平成26年）11月24日放送分にて、同社ブランド銀のさらが特集で取り上げられた。
- BSジャパン『日経プラス10』2015年（平成27年）2月20日放送分にて、同社の特集が取り上げられた。
- BSスカパー『恋の時価総額』（田中圭主演）2015年（平成27年）第2話（10月30日）第8話（12月11日（予定））にて、同社ブランド銀のさらが劇中に登場。

## 書籍

### 関連書籍
- 『怒らない経営 銀のさらを日本一にした「すべてに感謝する」生き方』（著者：江見朗）（2012年5月18日、イースト・プレス）ISBN 9784781607771